# یواس‌اس بیرمنگام (سی‌ال-۲)
یواس‌اس بیرمنگام (سی‌ال-۲) (به انگلیسی: USS Birmingham (CL-2)) یک کشتی بود که طول آن ۴۲۳٫۱ فوت (۱۲۹٫۰ متر) بود. این کشتی در سال ۱۹۰۷ ساخته شد.